# Дмитрівська сільська рада (Пустомитівський район)
Дмитрівська сільська рада — орган місцевого самоврядування у Пустомитівському районі Львівської області з адміністративним центром у с. Дмитре.

## Загальні відомості
Історична дата утворення: в 1946 році. Водоймища на території, підпорядкованій даній раді: річка Щирка.
На території Дмитрівської сільської ради розміщено дві залізничні платформи: Дмитрія та Черкаси-Львівські.

## Населені пункти
Сільраді підпорядковані населені пункти:
- с. Дмитре
- с. Горбачі
- с. Попеляни
- с. Черкаси

## Склад ради
- Сільський голова: Пташник Світлана Степанівна
- Секретар сільської ради:
- Касир: Глуховецька Оксана Степанівна
- Загальний склад ради: 16 депутатів

### Керівний склад ради
| ПІБ                         | Основні відомості                                                 | Дата обрання | Дата звільнення |
| --------------------------- | ----------------------------------------------------------------- | ------------ | --------------- |
| Михайлів Зіновій Павлович   | Сільський голова, 1962 року народження, освіта, безпартійний      | 26.03.2006   | 31.10.2010      |
| Пташник Світлана Степанівна | Сільський голова, 1976 року народження, освіта вища, позапартійна | 31.10.2010   |                 |

Примітка: таблиця складена за даними джерела

### Депутати
Результати місцевих виборів 2010 року за даними ЦВК:
| № зп | № округу | Прізвище, ім'я, по батькові    | Дата визнання обраним | Відомості про обраного депутата                                                                              |
| ---- | -------- | ------------------------------ | --------------------- | --- |
| 1    | 1        | Бобиляк Михайло Іванович       | 02.11.2010            | Освіта середня спеціальна, позапартійний, тимчасово не працює                                                |
| 2    | 2        | Глуховецька Оксана Степанівна  | 02.11.2010            | Освіта вища, позапартійна, Дмитрівська сільська рада, касир                                                  |
| 3    | 3        | Онишко Ігор Ярославович        | 02.11.2010            | Освіта вища, позапартійний, Національний університет «Львівська Політехніка», студент                        |
| 4    | 4        | Митлович Юрій Богданович       | 02.11.2010            | Освіта вища, позапартійний, АПП «Львівське», арматурник                                                      |
| 5    | 5        | Паранчук Павло Ількович        | 02.11.2010            | Освіта середня, позапартійний, пенсіонер                                                                     |
| 6    | 6        | Тиглівець Ігор Зіновійович     | 02.11.2010            | Освіта середня, позапартійний, Відділення по охороні адмінбудинків, міліціонер                               |
| 7    | 7        | Шевчук Роман Богданович        | 02.11.2010            | Освіта середня спеціальна, позапартійний, «Ремонт побутової техніки», майстер                                |
| 8    | 8        | Пташник Ігор Іванович          | 02.11.2010            | Освіта середня спеціальна, позапартійний, Львівська залізниця                                                |
| 9    | 9        | Николишин Володимир Григорович | 02.11.2010            | Освіта середня, член Народного Руху України, ВАТ «Миколаївцемент», електрогазозварник                        |
| 10   | 10       | Кардаш Мирослав Іванович       | 02.11.2010            | Освіта середня, член Народного Руху України, ВАТ «Автонавантажувач», електрозварник                          |
| 11   | 11       | Яцик Іван Михайлович           | 02.11.2010            | Освіта середня спеціальна, член Народного Руху України, Горбачівська загальноосвітня школа І-ІІ ст., завгосп |
| 12   | 12       | Борис Володимир Іванович       | 02.11.2010            | Освіта середня спеціальна, член Народного Руху України, Екологічний коледж АДАУ, столяр                      |
| 13   | 13       | Шевчук Роман Степанович        | 02.11.2010            | Освіта середня спеціальна, член Народного Руху України, Львівська залізниця, технолог                        |
| 14   | 14       | Макаров Віталій Олександрович  | 02.11.2010            | Освіта середня, позапартійний, тимчасово не працює                                                           |
| 15   | 15       | Михайлів Світлана Іванівна     | 02.11.2010            | Освіта вища, позапартійна, Дмитрівська загальноосвітня школа І-ІІ ст., директор                              |
| 16   | 16       | Березовський Олег Борисович    | 02.11.2010            | Освіта середня, позапартійний, тимчасово не працює                                                           |